# Borne
 Denne artikel omhandler byen Borne. Der er også andre byer med dette navn, se Borne (Sydslesvig).
Borne (nederlandsk: ( hør) (Nedersaksisk: Boorn) er en kommune og landsby i det østlige Nederland i provinsen Overijssel og regionen Twente.
Per 1. april 2011 havde kommunen 21.555 indbyggere, og et areal på 26,15 km².
52°18′N 6°45′Ø / 52.3°N 6.75°Ø